# Yasu (Shiga)
Yasu (Japans: 野洲市, Yasu-shi) is een stad aan het Biwameer in de prefectuur Shiga in Japan. De oppervlakte van de stad is 61,45 km² en begin 2009 had de stad circa 50.000 inwoners.

## Geschiedenis
Het dorp Yasu (野洲村, Yasu-mura) werd op 17 oktober 1911 een gemeente (野洲町, Yasu-chō)
Op 20 mei 1942 werd het dorp Mikami (三上村, Mikami-mura) en op 1 april 1955 werd de dorpen Gio (祇王村, Giō-mura) en Shinohara (篠原村, Shinohara-mura) aan de gemeente Yasu toegevoegd.
Yasu werd op 1 oktober 2004 een stad (shi) na de samenvoeging met delen van de gemeente Chuzu (中主町, Chūzu-chō).

## Bezienswaardigheden

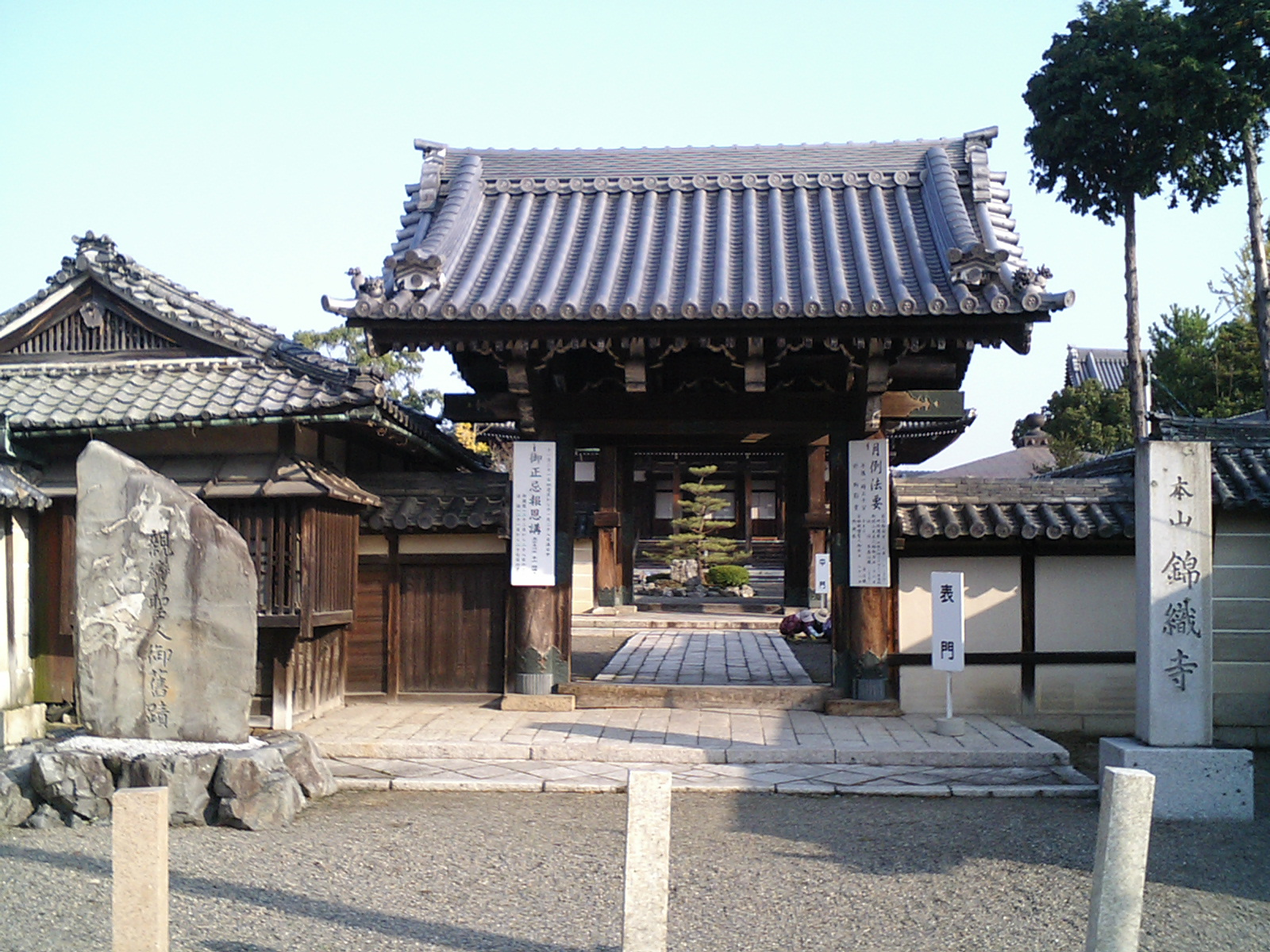
Kinshoku-ji

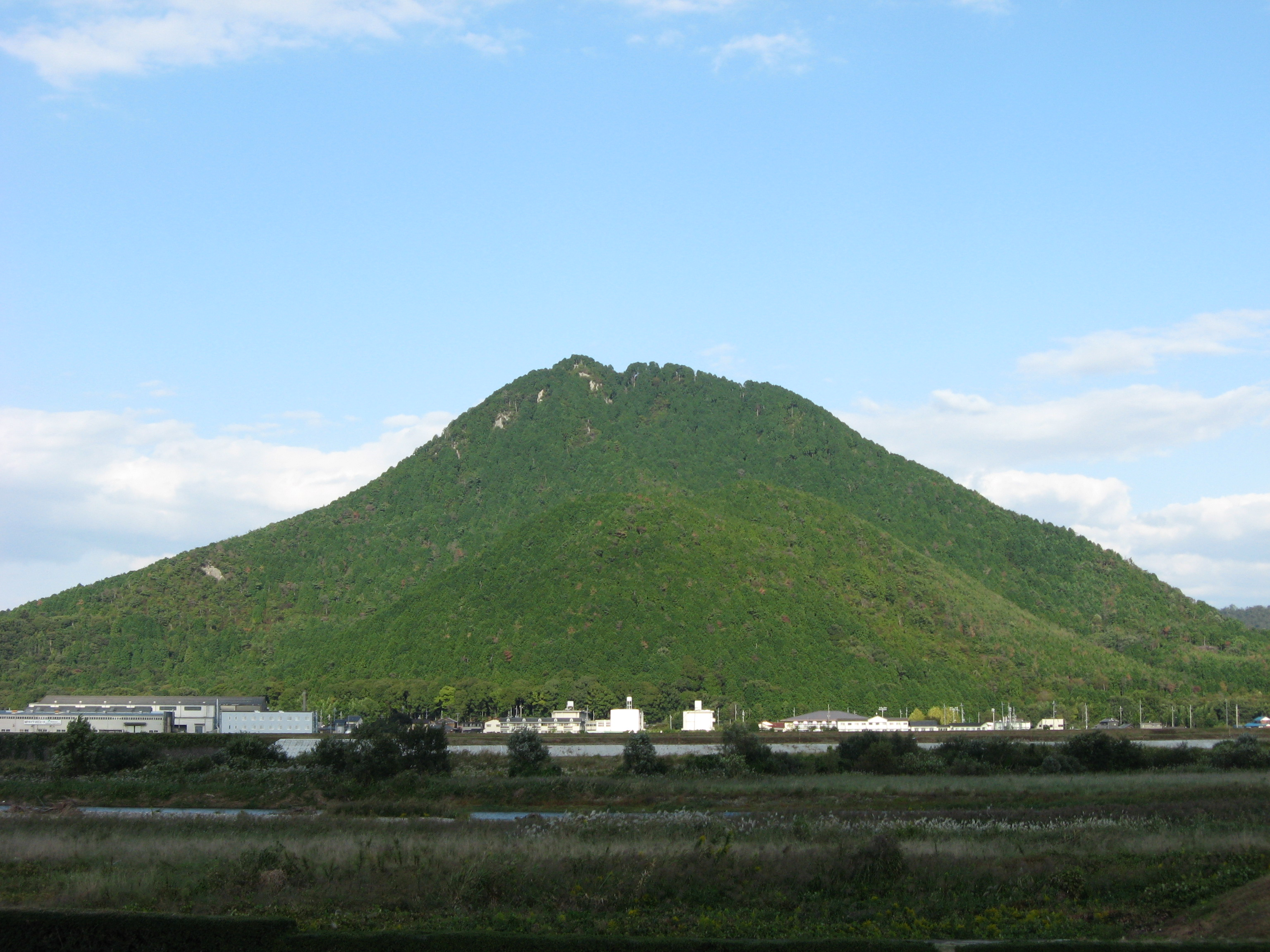
De berg Mikami (Mikamiyama) bij Yasu

- Kinshoku-ji (錦織寺), Boeddhistische tempel

## Verkeer
Yasu ligt aan de Tōkaidō-hoofdlijn van de West Japan Railway Company (dit deel van de hoofdlijn wordt ook wel Biwako-lijn genoemd).
Yasu ligt aan de autowegen 8 en 477.

## Stedenband
Yasu heeft een stedenband met
- Clinton, Michigan Verenigde Staten, sinds 2 augustus 1993.

## Aangrenzende steden
- Ōmihachiman
- Konan
- Rittō
- Moriyama

## Geboren in Yasu
- Saihei Hirose (広瀬 宰平, Hirose Saihei), zakenman in de mijnbouw eind 19e eeuw
- Kurumi Mamiya (間宮 くるみ, Mamiya Kurumi), stemactrice
- Takanori Nishikawa (西川 貴教, Nishikawa Takanori), popzanger
- Masafumi Maeda (前田 雅文, Maeda Masafumi), voetballer
- Kodai Sakurai (桜井 広大, Sakurai Kodai), honkbalspeler
- Kazumichi Takagi (高木 和道, Kazumichi Takagi), voetballer